# Carmen Ejogo

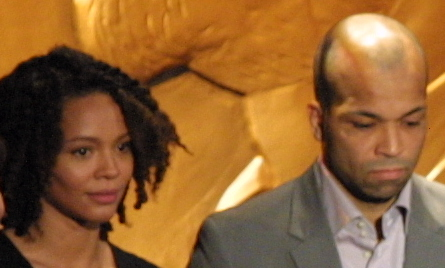
Carmen Ejogo i Jeffrey Wright (2002)

Carmen Elizabeth Ejogo (ur. 22 października 1973 w Londynie) – amerykańska aktorka, która wystąpiła m.in. w filmach Selma, Obcy: Przymierze i To przychodzi po zmroku .

## Filmografia

### Filmy
| Rok  | Tytuł                                         | Rola                    | Uwagi       |
| ---- | --------------------------------------------- | ----------------------- | ----------- |
| 1986 | Absolutni debiutanci                          | Carmen                  |             |
| 1997 | Gliniarz z metropolii                         | Ronnie Tate             |             |
| 1998 | Pragnę cię                                    | Amber                   |             |
| 1998 | Rewolwer i melonik                            | Brenda                  |             |
| 2000 | Stracone zachody miłości                      | Maria                   |             |
| 2001 | Perfumy                                       | Chloe                   |             |
| 2001 | Sądny dzień                                   | Amber Belhaven          |             |
| 2004 | Czekając na cud                               | Matthew Batiste         |             |
| 2007 | Odważna                                       | Jackie                  |             |
| 2008 | W cieniu chwały                               | Tasha                   |             |
| 2009 | Para na życie                                 | Grace De Tessant        |             |
| 2012 | Sparkle                                       | Tammy "Sister" Anderson |             |
| 2012 | Alex Cross                                    | Maria Cross             |             |
| 2014 | Noc oczyszczenia: Anarchia                    | Eva                     |             |
| 2014 | Selma                                         | Coretta Scott King      |             |
| 2015 | Born to Be Blue                               | Jane / Elaine           |             |
| 2016 | Fantastyczne zwierzęta i jak je znaleźć       | Seraphina Picquery      |             |
| 2017 | To przychodzi po zmroku                       | Sarah                   |             |
| 2017 | Obcy: Przymierze                              | Karine Oram             |             |
| 2017 | Alien: Covenant – Prologue: Last Supper       | Karine Oram             | krótkometr. |
| 2017 | Roman J. Israel, Esq.                         | Maya                    |             |
| 2018 | Fantastyczne zwierzęta: Zbrodnie Grindelwalda | Seraphina Picquery      |             |
| 2019 | Grzechotnik                                   | Katrina Ridgeway        |             |
| 2022 | Forty Winks                                   | Nina Sherman            |             |

### Telewizja
| Rok       | Tytuł                                       | Rola                 | Uwagi                  |
| --------- | ------------------------------------------- | -------------------- | ---------------------- |
| 1996      | Cold Lazarus                                | Blinda               | 4 odc.                 |
| 1998      | Catherine Cookson's Colour Blind            | Rose Angela          | 2 odc.                 |
| 1998      | Opowieści z metra                           | Girl                 | 1 odc.                 |
| 2000      | Sally Hemings: An American Scandal          | Sally Hemings        | film TV                |
| 2001      | Bojkot                                      | Coretta Scott King   | film TV                |
| 2005      | Lackawanna Blues                            | Alean Hudson         | film TV                |
| 2006–2007 | Uprowadzeni                                 | Turner               | 13 odc.                |
| 2007      | M.O.N.Y.                                    | Francine Tyson       | film TV                |
| 2008      | Prawo i porządek                            | April Lannen         | 1 odc.                 |
| 2011      | Chaos                                       | Fay Carson           | 13 odc.                |
| 2013      | Zero Hour                                   | Rebecca "Beck" Riley | 13 odc.                |
| 2017      | Dziewczyna z doświadczeniem                 | Bria Jones           | 7 odc.                 |
| 2019      | Detektyw                                    | Amelia Reardon       | gł. obsada (3 sezon)   |
| 2020      | Własnymi rękoma: Historia Madam C.J. Walker | Addie                | miniserial, gł. obsada |
| 2020      | Dirty Diana                                 | Petra                | miniserial, 4 odc.     |
| od 2020   | Your Honor                                  | Lee                  | gł. obsada             |